# Galeropsis aporos
Galeropsis aporos är en svampart som beskrevs av Courtec. 1993. Galeropsis aporos ingår i släktet Galeropsis och familjen Bolbitiaceae.   Inga underarter finns listade i Catalogue of Life.